# W. W. J. Nicol
W. W. J. Nicol, eigentlich William Walker James Nicol (* 1855 in Edinburgh; † 18. März 1929 ebenda) war ein schottischer Chemiker und Fotograf.

## Leben
Nicol war das einzige Kind von William Walker Nicol und dessen Ehefrau Marianne Ballantyne. Seine Eltern stammten aus der Nähe von Newtown St Boswells (→Scottish Borders). Seinen ersten Unterricht bekam Nicol in England, konnte aber später in seine Heimatstadt an die gleichnamige Akademie wechseln, u. a. zusammen mit dem späteren Politiker Richard Haldane.
1872 begann Nicol an der University of Edinburgh Naturwissenschaften (Schwerpunkt Chemie) zu studieren. Nach erfolgreichem Abschluss (B.Sc.) wurde er 1875 Assistent an einem der Chemie-Lehrstühle. Im darauffolgenden Jahr betraute man ihn mit einem Lehrauftrag am University College of Bristol.
1880 wechselte Nicol nach Birmingham ans Mason Science College und lehrte dort bis 1894 Chemie. Um 1895 kündigte Nicol in Birmingham und kehrte nach Edinburgh zurück. Er ließ sich am Blacket Place nieder und widmete sich dort verschiedenen chemischen Experimenten, vor allem der chemischen Prozesse bei der Fotografie. Bereits 1889 hatte er sich die Kallitypie patentieren lassen.
Am 18. März 1929 starb W. W. J. Nicol in Edinburgh und fand dort auch seine letzte Ruhestätte.
1880 wurde W. W. J. Nicol als Fellow von der Royal Society of Edinburgh aufgenommen. Seine Aufnahme unterstützten u. a. Alexander Crum Brown (Chremiker), Peter Redford Scott Lang (Mathematiker) und Peter Guthrie Tait (Physiker).

## Schriften (Auswahl)
- On the condition of Ammonium salts when dissolved in water (= Proceedings of the Royal Society of Edinburgh). Edinburgh 1882.
- The nature of solution. London 1883 (Sonderdruck aus Philosophical Magazine, Februar 1883).